# Јосип Крмпотић
Јосип Крмпотић (Јосо) (Барлете крај Госпића, између 1750. и 1755. — Беч?, након 1797.), српски пјесник и католички свештеник.

## Живот
Након завршеног богословља у Сењу био је капелан у крајишким постројбама и 1783. у Темишвару. Судјеловао је у неуспјелој дипломатској мисији Филипа Вукасовића која је у Црној Гори испитивала могућности војно-политичкога повезивања с Хабсбуршком Монархијом 1787–88. Године 1788. постао дворским капеланом у Бечу. Због болести је пензионисан 1797., након чега о њему више нема вијести. Аутор је пригодних епских спјевова и пјесама на српској икавско-јекавској штокавштини, надахнутих савременим и историјским збивањима. У тродијелној похвалници Јосо Маленица (1783.), посвећеној Марији Терезији и Јозефу II, у десетерачким дистисима у качићевском маниру описује гозбу темишварског властелина на којој се слави додјела племићког наслова. У осмерцима испјеваној Радости Славоније (1787.), посвећеној А. Јанковићу Даруварскому, уз усменокњижевну се фразеологију појављују виле, античка божанства и персонифицирана домовина као конвенционални реквизити класицистичке панегиричке епике.
Најзанимљивијим и најврједнијим његовим дјелом критика сматра историјски спјев Катарине II и Јосе II пут у Крим (1788.), с темом аустријско-руско-турскога рата, којему су у првом издању додани опширни прозни коментари на латинском језику, с временски наведеним историјским чињеницама у позадини епских збивања и писмо Ј. Штулију, с вриједним животописним подацима. Темељећи епски извјештај на историјском догађају, у њему емфатично описује сусрет руске царице Катарине II и римско-њемачкога цара Јозефа II у мају 1787. као спасоносно уједињење хришћанских владара у борби против Турског Царства. Премда историјскуу подлогу проширује хиперболичним приказом фиктивне битке на Црном мору и премоћне побједе хришћанске војске, конструисаној епској причи недостаје прави заплет. Баштинећи најприје реторичке поступке фолклорне епике и Качићевог Разговора угоднога народа словинскога, композицијским, описним и метричким одликама, те многобројним парафразама из Османа, спјев потврђује и знатан утицај Ивана Гундулића.
Ратничко-историјском тематиком заокупљен је и у краћим епским облицима. У дводијелној десетерачкој и осмерачкој Пјесми Церногорцем изпиевана и војводи Филипу од Вукасовић припјевана (1788.) велича црногорску прошлост и јунаштво у борби с Турцима, приказујући Вукасовића као митског вођу и ослободиоца црногорског народа. У тој пјесми зове он своје војнике, без разлике вјере Србима :
Пред њима је племић од старине,

Вукасовић од личке крајине...

Остали су рода витешкога

Прави Срби, право славе Бога.

...

Није л' Србљин Краљевићу Марко

Од кад србски знаде пјеват сватко?...

Дви хиљаде јур имаде љетах

Одкад Србљин славом пуни свиета.
у документарној десетерачкој Пјесми војеводам аустријанским и росијанским (1789.), с описом сукоба аустријско-руске и турске војске 1788., слави словенско уједињење под Хабсбурговцима. У посљедњој се насљедовањем хипертрофиране барокне фигуралности, преузимањем композицијско-лексичких обиљежја усменог пјесништва, супротстављањем митолошког, исламског и хришћанскога свијета у качићевском и гундулићевском маниру, те стилизацијом класицистичких конвенција аустријскога пригодничарскога пјесништва, најдиректније види његов еклектицизам. Старија књижевна историографија истиче га као најизразитијег заговорника јозефинске политике и панславизма у српско-хрватској књижевности друге половине 18. вијека, а новија га држи главним представником ратничко-политичке епике у славонској књижевности (З. Кравар). Аутор је и три похвалнице Ј. Керестурију и његовој супрузи. — На позив Јозефа II, с А. Мандићем, M. Ланосовићем и Штулијем судјеловао је 1783–85. у раду повјеренства за дорадбу латиничнога словописа (правописа) у српским земљама – заузимајући се за славонску иначицу насупрот дубровачко-далматинској, захтијевао је да Штули преуреди свој илирско-талијанско-латински рјечник према славонском словописном предлошку – у раду којег се назиру интеграцијски поступци у градњи стандардног језика, којима ће коначни биљег дати реформа Људевита Гаја у 19. вијеку.